# Дженсен, Майкл
Майкл Коул Дженсен (англ. Michael Cole Jensen; 30 ноября 1939, Рочестер, Миннесота — 2 апреля 2024, Сарасота, Флорида) — американский экономист, специалист в области экономики финансов (financial economics), профессор бизнес-школы Гарвардского университета и управляющий директор по организационной стратегии в консалтинговой фирме «Monitor Group».

## Биография
Диплом бакалавра по экономике получил в 1962 году в Макалестер колледже (A.B. degree, Macalester College). Магистерскую степень по финансам (MBA in Finance, 1964) и докторскую степень по экономике, финансам и учёту (Ph.D. in Economics, Finance, and Accounting, 1968) получил в Чикагском университете.
Преподавательская работа
- 1967 — ассистент (instructor) по курсу финансов и методологии исследований, Северо-западный университет.
- 1967—1971 — преподаватель (assistant professor), Высшая школа менеджмента, Университет Рочестера.
- 1971—1979 — доцент (associate professor), Высшая школа менеджмента, Университет Рочестера.
- лето 1976 — приглашённый лектор (visiting lecturer), Университет Берна (Швейцария).
- 1979—1984 — профессор, Высшая школа менеджмента, Университет Рочестера.
- март 1984—1988 — профессор финансов и бизнес-администрирования имени ЛаКлара (LaClare Professor of Finance and Business Administration), Высшая школа бизнес-администрирования имени Уильяма Саймона, Университет Рочестера.
- сентябрь 1984 — июнь 1985 — приглашённый профессор по бизнес-администрированию, Высшая школа бизнес-администрирования, Гарвардский университет.
- 1985—1988 — профессор бизнес-администрирования, Высшая школа бизнес-администрирования, Гарвардский университет.
- 1989—1997 — профессор бизнес-администрирования имени Эдселя Брайанта Форда (Edsel Bryant Ford Professor of Business Administration), Высшая школа бизнес-администрирования, Гарвардский университет.
- 1997—2000 — профессор бизнес-администрирования имени Джесса Айсидора Страуса (Jesse Isidor Straus Professor of Business Administration), Высшая школа бизнес-администрирования, Гарвардский университет.

Административная работа
- 1977—1988 — основатель и директор Исследовательского центра по управленческой экономике (Managerial Economics Research Center), Университет Рочестера.

Исследования
- июль 2001 — июль 2002 — приглашённый учёный (visiting scholar), Школа-бизнеса Така (Tuck School of Business), Дартмутский колледж.

В последнее время являлся почётным профессором бизнес-администрирования имени Джесса Айсидора Страуса (англ. Jesse Isidor Straus Professor of Business Administration, Emeritus) и управляющим директором по организационной стратегии в консалтинговой фирме «Monitor Group».
Умер 2 апреля 2024 года в возрасте 84 лет.

### Монографии
- Editor, Studies in the Theory of Capital Markets, 1972
- «The Capital Asset Pricing Model: Some empirical tests», with F. Black and M. Scholes, 1972, in Jensen (ed.)

### Статьи
- «The Performance of Mutual Funds in the Period 1945-64», 1968, J of Finance
- «The Adjustment of Stock Prices to New Information», with E. Fama, L. Fisher and R. Roll, 1969, IER.
- «Risk, the Pricing of Capital Assets, and the Evaluation of Investment Portfolios», 1969, J of Business
- «Capital Markets: Theory and evidence», 1972, Bell JE
- «Theory of the Firm: Managerial behavior, agency costs and ownership structure», with W. Meckling, 1976, J of Financial Econ

рус.пер.: Дженсен М. К., Меклинг У. Х. Теория фирмы: поведение менеджеров, агентские издержки и структура собственности // Вестник С.-Петербургского ун-та. Серия Менеджмент. — 2004. — № 4. — С. 118-191.
- «Some Anomalous Evidence Regarding Market Efficiency», 1978, J of Financial Econ
- «Rights and Production Functions: An application of labor- managed firms and co-determination», with W.H. Meckling, 1979, J of Business
- «Organization Theory and Methodology», 1983, Accounting Review
- «The Market for Corporate Control: the scientific evidence», with R.S. Ruback, 1983, J of Financial Econ
- «Agency Problems and Residual Claims», with E. Fama, 1983, J Law Econ
- «Separation of Ownership and Control», with E. Fama, 1983, J Law Econ